# George Young
Ne doit pas être confondu avec le trafiquant de drogue, George Jung.
Pour les articles homonymes, voir George Young (homonymie) et Young.
George Redburn Young, né  le 6 novembre 1946 à Glasgow (Écosse, Royaume-Uni) et mort le 23 octobre 2017,,, est un musicien de rock, auteur-compositeur et producteur de musique australien.
George Young est connu pour le hit Friday on My Mind avec le groupe The Easybeats dans lequel il était guitariste rythmique, et pour son travail de producteur, en compagnie de Harry Vanda, pour les débuts du groupe AC/DC, où figurent ses frères Angus et Malcolm Young. Il est aussi le frère cadet d'Alexander Young, leader de Grapefruit (en) , groupe de la fin des années 1960, produit et promu par les Beatles.
C'est également en compagnie de Harry Vanda qu'il crée le groupe de new wave Flash and the Pan, principalement connu pour le titre Walking in the Rain. Le duo George Young - Harry Vanda composa et produisit aussi le hit Love is in the Air (en), interprété par John Paul Young (sans lien familial avec George Young), sorti en 1977.